# 아시아1인극제
아시아1인극제는 심우성 씨가 주축이 되어 1988년 서울 바탕골예술회관에서 처음 시작한 1인극 축제다.

## 역사
- 1987년, '아시아1인극협회' 만듦
- 1988년, 서울 바탕골예술회관 소극장에서 제1회 아시아1인극제 엶. 이 뒤로 아시아 여러나라를 돌며 번갈아 엶.
- 1995년, 그동안 여러나라에서 번갈아 열던 행사를 공주시에 뿌리내리고자 '공주아시아1인극제 추진위원회' 세움
- 1996년, 10월 4일부터 6일까지 첫 번째 '공주 아시아1인극제' 엶
- 2007년, 축제를 펼치던 공주민속극박물관이 문 닫을 위기를 맞자 경남 거창으로 옮겨 열여덟번째 '아시아1인극제'를 엶